# Villa Cerbone
Die Villa Cerbone ist ein Landhaus aus dem 18. Jahrhundert in San Giorgio a Cremano in der italienischen Region Kampanien. Es liegt im Gebiet der Miglio d’oro, in der Via Enrico Pessina, 24.

## Geschichte
Ursprünglich gehörte die Villa di Delizie der Familie Cariati. Anfang des 20. Jahrhunderts wurde sie einer sorgfältigen Restaurierung unterzogen.

## Beschreibung
Auch wenn das Landhaus mit den Jahren einen klassizistischen Anstrich bekommen hat, so blieb sein Grundriss doch barock.
Durch das Vestibül, in das man durch den Haupteingang gelangt, kommt man in das weite, elliptische Atrium, von dem aus zwei symmetrische Treppenzüge, verborgen in einem doppelten Futter, in ein weiteres Atrium im ersten Obergeschoss führen, das mit dem darunter liegenden genau identisch ist. Es dient als Verteiler für die drei Wohnungen im Obergeschoss.
In der Mitte der Decke des Atriums ist eine Ronde platziert, in der sich ein großes Fresko aus dem 19. Jahrhundert befindet.
Jede der beiden Treppenzüge stützt sich auf drei Pfeiler, von denen Stege ausgehen, die das Deckengewölbe in sechs Bereiche aufteilen.
Aus der Gegenansicht lässt sich die elliptische Form der Umfassungswände erkennen, an denen sich die springenden Wappenfiguren befinden.
An den gebogenen Wänden gibt es zwei Seitenfenster, die noch den gebogenen, oberen Rahmen besitzen – ein klar barockes Detail –, sodass sie dem kurvigen Verlauf der Innentreppe folgen. Keine Spur mehr gibt es dagegen vom großen Garten des Landhauses, der in der Landkarte des Duca di Noja als weitläufig und mit Statuen, Büsten und Sitzbänken komplettiert beschrieben wurde.